# Balanoglossus salmoneus
Balanoglossus salmoneus är en djurart som tillhör fylumet svalgsträngsdjur, och som beskrevs av Belichov 1928. Balanoglossus salmoneus ingår i släktet Balanoglossus och familjen Ptychoderidae. Inga underarter finns listade i Catalogue of Life.